# شاپرک سه‌رنگ
شاپرک سه‌رنگ (نام علمی: Coleophora tricolor) نام یک گونه از سرده غلاف‌دارها است.